# Rezept (Automatisierungstechnik)
Ein Rezept ist in der Automatisierungstechnik eine Wertesammlung von Parametern, die im funktionalen oder verfahrenstechnischen Zusammenhang stehen. ISA-88 (Titel: Batch Control) definiert Modelle und Begriffe für Rezepte in der chargenorientierte Produktion. 
Rezepte werden in Anlagen mit Rezeptursteuerungssystemen ausgeführt, wo sie zumeist in Dateien verwaltet werden. 
Für automatisierte Abläufe ist das Rezept nicht mit dem eigentlichen Steuerungsprogramm zu verwechseln, welches die Rezeptparameter allerdings ggf. entsprechend seiner Programmierung als Sollwertvorgaben aufruft. 
Dabei steht ein Rezept meist für ein bestimmtes Produkt oder Produkttyp, den es zu produzieren gilt. 
Vorbereitete, gespeicherte Rezepte können im Bedarfsfall (z. B. einem Produktwechsel) aufgerufen werden. 
Diese Vorgehensweise minimiert Rüstzeiten und hat wiederkehrende manuelle Eingaben daher weitestgehend abgelöst. 
Zusätzlich unterstützt sie die Reproduzierbarkeit von Produktionsabläufen.
Rezeptverwaltende Anlagen findet man branchenübergreifend. 
Sie sind nicht auf vermengende Prozesse (Chemie, Lebensmittelindustrie) beschränkt, wie die Verwendung des Begriffes „Rezept“ in der Kochkunst vermuten lassen könnte.
Parameter werden entsprechend je nach Anwendung für alle denkbaren Größen verwendet, wie z. B. Temperatur, Luftfeuchte, Geschwindigkeit, Drehzahl, Strecke, Druck, Anzahl, Zeit, Gewicht, Codes für Betriebsarten von Maschinenteilen und Text (z. B. für Beschriftungen auf der Produktverpackung).